# 最果てのイマ
『最果てのイマ』（さいはてのイマ）は、アダルトゲームメーカーであるザウス（純米）が2005年8月12日に発売した18禁アドベンチャーゲームである。

## 概要
シナリオライターである田中ロミオによる哲学的な内容と、読み手を選ぶニッチなギャグがテキスト面での特徴となっている。また、ゲームをクリアした後も内容についての謎が数多く残り、その解釈について非常に考えさせられる内容となっている。
一般的なアドベンチャーゲームのように選択肢によってシナリオが分岐するのではなく、独自の「blogシステム」によってゲームが進行する。文中の特定の単語にハイパーリンクが施されており、これを選択することで「blog」と呼ばれるテキストに移行する。blogの内容はさまざまで、ショートシナリオや用語説明、一瞬のイメージの挿入である場合もある。また、ひとつのblogからさらに別のblogにリンクすることもある。blogを読了すると元の文章に回帰する。
製作時、田中ロミオに寄せられた依頼は「作品性のあるゲームを作ってほしい」という漠然としたものだった。田中は四季のうち比較的PCゲームの題材となることが少ない秋を選び、「はかなさの象徴としての夕方」を描くことで作品性を出そうとした。この、もろく過ぎ去りやすい夕方のイメージから「人類の黄昏」というモチーフが生まれた。
当時の18禁ゲームとしては珍しく音声なし（BGMのみ）となっていたが、2007年11月30日にフルボイス版が発売された。
フルボイス版の主な変更点は以下の通り。
- キャラクターのフルボイス化（※主人公を除く）
- サブキャラクター3名のHシーン追加
- Windows Vista 32bit に正式対応

2012年7月26日には、サイバーフロントからPlayStation Portable版『最果てのイマ PORTABLE』が発売された。
2015年7月31日にはXuseから、フルボイス版にPSP版の新イベントを追加した完全版『最果てのイマ COMPLETE』が発売された。
ストーリーのうち、目録からcategory3からcategory4までが抜けている。未収録のシナリオがあったと言われているがはっきりしない。

## あらすじ

### プロット
物語は4人のヒロインルートを収録した「聖域編」と後半の「戦争編」に大別される。
序盤は主人公たちのお茶会と登校風景が描かれる。プレイヤーが何もしなければこの光景が何度もループするが、特定のblogを選択することで各ヒロインのシナリオに分岐する。読了するたびに最初のお茶会の場面に戻り、4つのシナリオすべてをクリアすることで新展開となる2周目が開始する。
2周目の4シナリオが終了すると、それまで謎だった事柄が明かされる戦争編が始まる。ここでは特に分岐はなく、そのままエンディングへと至る。

### ストーリー
聖域編
幼いころ「施設」で育った主人公の貴宮忍は、現在姉の千鳥と共に生活している。友人のいなかった忍は、同じように友人のいない、心に様々な問題を抱えている者たちを集めて7人の仲間を作った。彼らは放課後になると、毎日のように町はずれの工場跡である「聖域」に集まるのであった。
7人は陰湿ないじめや旧家の因習といった困難を乗り越えてきたが、過去の手は今もなお彼らに伸びてくる。忍は仲間たちを守り抜こうとして奔走する。
戦争編
人間の精神を欠落させ、心のない怪物に変えてしまう謎の「敵」の到来が近づいた。施設に立ち戻った忍は、模倣子（ミーム）によって結ばれた精神が構築するネットワークを統括する存在……「王」としての活動を開始する。だが滅亡の危機を前にしても人類は一枚岩となれず、忍の懐柔や排除をもくろむ勢力が妨害を仕掛けてくる。邪魔者を退けた忍は「敵」との戦いに備えるが、そのためには人々をネットワークの端末に変える必要があった。自分の行為が人間の尊厳という「聖域」への侵犯であること、そうまでしても戦いに勝つ見込みはないこと。葛藤に苦しみながら忍は最後の決戦に臨む。

## 登場キャラクター

### 「聖域」メンバー
貴宮 忍（あてみや しのぶ）
声：なし
主人公。両親がおらず、施設で育った。物心がつく前の記憶はない。7人の仲間を集めた張本人であり、その中心となる。仲間を守ろうとする責任感が強く、害をなすものが現れれば徹底的に排除しようとする。群像委員会における識別コードは<アウレリウス>、IRC上でのニックネームはNIN-NIN。本名は折倉日立。
紅緒 あずさ（べにお あずさ）
声：みる
忍の家の隣に住む少女。初めて出会ったころは忍に強く反発していたが、とある事件以降慕うようになった。仲間たちの中では最年少で、将来は忍たちが通う学校に入学したいと考えている。
本堂 沙也加（ほんどう さやか）
声：風音
旧家出身のお嬢様。あずさや葉子に対しては姉のように振る舞っている。普段はおとなしいが内面には破壊衝動を秘めており、周囲から畏怖の念を抱かれている。菜食主義者ではないが肉類は苦手。茶道と合気道を嗜む。忍とは幼少期に同じ飼育委員だった。
塚本 葉子（つかもと ようこ）
声：夏野向日葵
斎の妹。マイペース。あずさに変なことを教えて沙也加に怒られることが多い。もともと旧家で無知な人形のように育てられたが、忍によってその境遇から解放された後、いろいろと余計なことを覚えて現在の性格ができあがった。
伊月 笛子（いつき ふえこ）
声：大花どん
「聖域」メンバーに最後に加わった。規律を非常に重んじている。忍たちとは違う学校（進学校）に通っている。彼女の存在に関してはとあるトリックがあり、そのため彼女のシナリオは最も解釈が難しいものとなっている。
樋口 章二（ひぐち しょうじ）
声：柏木誉
忍にとって、「親友」と呼べる存在。興信所でバイトをしているため街の裏情報にも通じている。7人が集まる廃工場を「聖域」と呼んだのは彼である。
聖域編の終盤で死亡するが、直接の描写はない。本作品の副題が、メインキャラクターにとって重要な出来事を敢えて語らずに表現しようという「7人のミッシングリンク」だからである。
塚本 斎（つかもと いつき）
声：薔薇珈琲
寡黙。ほとんど声を出してしゃべることはない。葉子の兄。葉子と共に、とある旧家の中で暮らしている。剣道の有段者。

### 群像委員会
貴宮 千鳥（あてみや ちどり）
声：松永雪希
忍の義理の姉。学校での担任教師でもある。実は忍を管理する研究者であり、名目上の弟との距離を推し量っている。最初期のUSERであり、かつては傑作と呼ばれた。
ジーン・ブランシェット
声：山田奈穂
施設の一員。日本語堪能なアメリカ人で、当人は日本人だと言い張っている。衝動的な性格で接近戦が得意。キス魔。
シャーリー・磯下（シャーリー・いそした）
声：黒崎猫
施設の一員。ワンピース、ツインテール三つ編みといったいでたちの可愛らしい少女。忍を排除しようとする勢力に利用されて人間爆弾扱いされるが、忍によって救われる。
南レイ（みなみ レイ）
声：仲達
施設の一員。白髪の青年で、忍を日常生活から自分たちの側にひきこもうとする。忍が施設に復帰してからは忠実な仲間となる。
伊勢崎 宗多（いせざき そうた）
声：天草シロ
幼いころに忍や沙也加をいじめていた少年。笛子とも面識がある。忍によって撃退された報復のため、7人の仲間の輪を壊そうとする。
フランシスθ（フランシス シータ）
声：佐本二厘
施設の一員。好奇心旺盛で一方的に好意を押し付けるため昔の忍からは嫌われていたが、お互いに成長した現在では良い関係を築けている。
灰野 耕一郎（はいの こういちろう）
声：安芸怜須ケン
防衛施設庁第二施設部所属。群像委員会の創設メンバーの一人。壮年の男性。
邑西（ゆうざい）
声：花代銀蔵
脳科学者。実年齢以上に老けている。
相田 幽(あいだ ゆう)
声：NUCA
南の仲間ではあるが馴れ合う仲ではない。長身で体格が良いが剣呑な雰囲気を持ち、高い運動能力と戦闘能力を持つ。忍に対して強い敵愾心を抱いており､隙あらばたたきつぶそうと画策している｡

### 門倉家
門倉正道（かどくら せいどう）
声：光田まさよし
塚本兄妹が仕えていた旧家・門倉家の御曹司。忍の策謀により服役していた。

### その他
イマ
声：松田理沙
物語のカギを握る謎の少女。序盤から現れては消えつつ、忍のことを見守っている。観測者・記録者に徹していたが、最終局面で忍に力を貸す。

## 世界観・用語
（制作時期から見て未来の）21世紀半ばが舞台となっている。
模倣子（ミーム）
大気や土壌に広く存在する、情報を保存して互いに交換を行いネットワークを構築する微生物。M物質とも。リチャード・ドーキンスのそれにちなんでミ―ムと名付けられた。人間の脳にも影響を与え、人為的に加工したものを散布することによって全人類の脳を直接情報ネットワークに接続することが可能になるため、国連の専属機関が研究していた。
“敵”
分類名は中位素・樹系種
群像委員会
国連の外郭団体。環境省の付属機関だった環境組織化研究委員会を再編したもの。
“施設”
イマジナリーネット
ケミカルネットワークとも。ミームを介して世界中の意識を繋げた、ブレイン・マシン・インタフェースの一種による心象ネットワーク。元々軍事用だったのでインターネットのような分散ネットワークではなく、単一の管理者を設定することが可能。
“王”
イマジナリーネットの管理者に設定された者。キングユニットとも。キングユニットが制御した場合ネットワーク全体の処理能力は通常のそれを超える。
グレーターワーム
識核種もしくは大長虫とも
同期性自我拡大症候群
世界中で突発的に同時発生した精神病の一種。発症した者は無意識で行動するようになりゾンビ化する。この状態になった者をフリークスと呼ぶ。
ESセル
ES細胞(ES cells)のこと。
USER（現象行使者）

グローバル・ビレッジ・プラン（地球共同体計画）

テラメディア論

聖域

## 主題歌
オープニングテーマ「a far song 〜カナタノウタ〜」
作詞・作曲：たくまる / 歌：霜月はるか
エンディングテーマ「あの頃の僕等に」
作詞・作曲：Dr.Shrimp / 歌：さくら

## スタッフ
- 製作指揮：藤原将
- 企画・シナリオ：田中ロミオ
- 原画：あらきまき
- 音楽：たくまる
- ムービー：Iris motion graphics